# Wolf Mittler
Wolf Mittler (* 1. Januar 1918; † 11. November 2002 in München) war ein deutscher Journalist und Radiomoderator.

## Leben
International bekannt wurde er zunächst als englischsprachiger Sprecher des während des Zweiten Weltkrieges zu Propagandazwecken eingerichteten Radioprogramms Germany Calling. Dort erlangte er bei den Zuhörern in Großbritannien und den USA eine gewisse Beliebtheit, da er sehr gut Englisch sprach, eine mitunter humorvolle Art hatte und später Kriegsgefangenengrüße in die Heimat ausrichten ließ. Er war einer der Moderatoren, die im Vereinigten Königreich unter dem ironischen Spitznamen Lord Haw-Haw bekannt waren.
1943 flüchtete Wolf Mittler nach Italien und wurde dort von der Gestapo verhaftet. Unter abenteuerlichen Umständen gelang ihm die Flucht und später die Einreise in die Schweiz.
Nach dem Krieg war Wolf Mittler ein beliebter Moderator für Hörfunk und Fernsehen beim Bayerischen Rundfunk. Höhepunkte seiner Karriere waren unter anderem 1962 die Simultanübersetzung der Kubarede von John F. Kennedy und 1969 die erste bemannte Mondlandung live aus Houston. 1965 betreute und begleitete er im Auftrag des Bayerischen Rundfunks die Deutsch-französische Jugendfahrt von Paris nach München, welche unter der Schirmherrschaft des damaligen Ministerpräsidenten Alfons Goppel stattfand und bayernweit große Aufmerksamkeit durch tägliche Berichterstattung im Radio erfuhr.
Zuletzt sprach er bis ins hohe Alter Verkehrsmeldungen auf Bayern 3. Wolf Mittler war begeisterter Sportpilot. Er war zweimal verheiratet.

## Hörfunkdokumentationen
- Thomas Gaevert / Peter Simon: „Wolf Mittler – Ein Rundfunkreporter zwischen den Fronten“ (enthält das letzte Interview mit Wolf Mitter). Produktion: Südwestrundfunk 2000; Erstsendung: 5. September 2000 auf SWR 2